# Vladimír Weiss (1989)
Vladimír Weiss (Bratislava, 30 novembre 1989) è un calciatore slovacco, attaccante dello Slovan Bratislava.

## Biografia
Anche suo padre e suo nonno (entrambi di nome Vladimír) sono stati calciatori. Suo padre ha militato nella nazionale cecoslovacca prima e in quella slovacca poi. Successivamente è diventato allenatore ed è diventato il CT della Slovacchia, nazionale che ha guidato in occasione di Sudafrica 2010 (prima storica qualificazione mondiale per la nazionale slovacca).
Il suo omonimo nonno invece ha militato nella nazionale cecoslovacca, con la quale ha partecipato ai Giochi olimpici di Tokyo del 1964, dove ha conquistato la medaglia d'argento.
Il 2 ottobre 2016 viene arrestato a Bratislava: era stato fermato dalla polizia locale alla guida di una macchina di lusso con 10 persone a bordo e si era rifiutato sottoporsi all'alcool test e al controllo del sangue, opponendo anche resistenza.

## Caratteristiche tecniche
Weiss è un'ala offensiva, che può giocare su entrambi i lati, ma predilige il lato sinistro. La velocità, un attento controllo di palla, abilità e il cross sono le sue armi migliori, si rende protagonista suo malgrado a volte, di comportamenti al di fuori delle regole in campo procurandosi molteplici espulsioni. Weiss ad alcuni ricorda l'olandese Robben per la facilità con cui va al tiro. Spesso insiste troppo nel dribbling.
Nel 2010 è stato inserito nella lista dei migliori calciatori nati dopo il 1989 stilata da Don Balón.

## Carriera

### Club

#### Manchester City e prestito al Bolton
Il 16 aprile 2008 ha esordito nel secondo turno della FA Youth Cup Finals contro il Chelsea nella partita vinta per 3-1 dai Citizens. Vladimír esordisce in Premier League il 24 maggio 2009, in Manchester City-Bolton (1-0), sostituendo Stephen Ireland al 71º di gioco.
Il 2 dicembre dello stesso anno, segna il suo primo gol con il City nei quarti di finale di Carling Cup contro l'Arsenal, sancendo il 3-0 finale.
Tuttavia il 25 gennaio 2010 passa in prestito al Bolton, con la maglia dei Trotters colleziona 13 presenze in Premier League senza mai andare a segno.

#### Rangers ed Espanyol
Il 19 agosto dello stesso anno viene ceduto nuovamente in prestito al Rangers.
Nei Rangers trova un posto da titolare nella stagione 2010-2011. Il 16 ottobre successivo, arriva la prima realizzazione con il club scozzese, nel 4-1 interno contro il Motherwell.
Il 20 ottobre, fa il suo esordio in Champions League nella partita Rangers-Valencia (1-1), dove viene sostituito nel finale da Kyle Lafferty. Al 34' ha offerto l'assist che ha permesso ad Edu di siglare l'1-0.
Il 31 ottobre dello stesso anno, subisce un infortunio al tallone contro l'Inverness 1-1. Il 15 gennaio 2011 realizza la sua prima doppietta in SPL ai danni dell'Hamilton, partita che terminerà sul punteggio di 4-0 in favore dei Rangers.
Una volta scaduto il prestito, fa ritorno al Manchester City, venendo girato sempre con la stessa formula, il 30 agosto 2011 all'Espanyol. Con il club spagnolo si mette in mostra dopo alcune partite, dove il 20 dicembre successivo, sigla la sua prima rete con gli spagnoli in Coppa del Re, nella partita vinta per 4-2 contro il Celta Vigo. il 28 gennaio 2012, realizza la rete della vittoria, nella partita di campionato vinta per 1-0 in casa contro il Maiorca. Chiude la stagione disputando complessivamente 33 presenze e 4 reti.

#### Pescara
Il 2 agosto 2012 viene acquistato dal Pescara, neopromosso in Serie A, a titolo definitivo per 1,8 milioni di euro e con un contratto annuale con opzione per le seguenti stagioni sportive: il rinnovo sarà automatico in caso di salvezza del club abruzzese.
Esordisce nella massima serie italiana, domenica 26 agosto 2012 contro l'Inter, 1ª giornata della Serie A 2012-2013, gara persa dai biancoazzurri per 0-3.
Segna il suo primo gol con la maglia del Pescara, nonché suo primo gol italiano in assoluto, mercoledì 26 settembre, durante il turno infrasettimanale valevole per la 5ª giornata del campionato, sancendo l'1-0 interno contro il Palermo. A fine stagione la squadra retrocede in Serie B.

#### Olympiakos
Il 28 giugno 2013, svincolatosi dal Pescara, firma un contratto triennale con i greci dell'Olympiacos. Il 19 agosto seguente esordisce con i Erithrolefki nella gara di Souper Ligka Ellada contro il Kallonis. La prima rete in maglia greca, la sigla alla sua seconda presenza nella gara del 1º settembre 2013 vinta per 5-0 fuori casa contro il Levadeiakos. Il 17 settembre successivo, firma la sua prima rete in UEFA Champions League in Olympiakos-Paris Saint-Germain 1-4 in favore dei francesi. Con la società ellenica raccoglie globalmente in stagione 25 presenze segnando 6 reti.

#### Lekhwiya
Il 27 gennaio 2014, dopo aver giocato 25 presenze con 6 gol totali con la squadra greca, si trasferisce in Qatar per giocare con il Lekhwiya, per la cifra di 5,3 milioni di euro.  L'esordio avviene quattro giorni dopo contro l'Al-Mu'aidar, gara vinta 5-0. Il primo gol lo sigla invece il 4 febbraio all'Al-Gharafa.

#### Al Gharafa
Nel gennaio del 2016, sottoscrive un contratto di quattro anni e mezzo con l'Al-Gharafa. Il 31 gennaio 2019 decide la finale di Qatar Stars Cup 2018-2019 segnando l'unica rete contro l'Al Duhail.
Nel dicembre del 2019 risolve il contratto con il club qatariota, dopo 59 presenze e 25 goal in campionato.

#### Slovan Bratislava
Il 17 febbraio 2020 fa ritorno in patria firmando per lo Slovan Bratislava. Il 19 maggio 2021, nella finale di Slovenský Pohár sigla la rete della vittoria nei tempi supplementari, su calcio di rigore, contro lo Žilina (2-1) venendo successivamente anche espulso per doppia ammonizione.

### Nazionale
Dopo aver giocato 12 partite con 1 gol tra Under-19 e Under-21 slovacca, il 12 agosto 2009 ha esordito in nazionale maggiore nella gara amichevole pareggiata 1-1 contro l'Islanda. Ha giocato quattro incontri di qualificazione al mondiale 2010 e tre partite durante i mondiali: ha giocato ai gironi contro Nuova Zelanda (1-1) e Paraguay (0-2) e agli ottavi contro i Paesi Bassi (3-2).
L'8 ottobre 2010 realizza il suo primo gol con la nazionale, in Armenia-Slovacchia (3-1), gara valida per le qualificazioni agli europei 2012. Segna altre 3 reti in Nazionale, ovvero: 29 febbraio 2012 contro Turchia, 23 maggio 2014 contro Montenegro e il 27 marzo 2015 contro il Lussemburgo.
Viene convocato per gli Europei 2016 in Francia. Il 15 giugno 2016 segna il goal del momentaneo vantaggio della Slovacchia contro la Russia su assist di Marek Hamšík.

## Statistiche

### Presenze e reti nei club
Statistiche aggiornate al 1° ottobre 2024.
| Stagione                 | Squadra                  | Campionato               | Campionato | Campionato | Coppe nazionali | Coppe nazionali | Coppe nazionali | Coppe continentali | Coppe continentali | Coppe continentali | Altre coppe | Altre coppe | Altre coppe | Totale | Totale |
| Stagione                 | Squadra                  | Comp                     | Pres       | Reti       | Comp            | Pres            | Reti            | Comp               | Pres               | Reti               | Comp        | Pres        | Reti        | Pres   | Reti   |
| ------------------------ | ------------------------ | ------------------------ | ---------- | ---------- | --------------- | --------------- | --------------- | ------------------ | ------------------ | ------------------ | ----------- | ----------- | ----------- | ------ | ------ |
| 2008-2009                | Manchester City          | PL                       | 1          | 0          | FACup+CdL       | 0               | 0               | CU                 | 0                  | 0                  | -           | -           | -           | 1      | 0      |
| 2009-gen. 2010           | Manchester City          | PL                       | 0          | 0          | FACup+CdL       | 1+3             | 0+1             | -                  | -                  | -                  | -           | -           | -           | 4      | 1      |
| Totale Manchester City   | Totale Manchester City   | Totale Manchester City   | 1          | 0          |                 | 4               | 1               |                    | 0                  | 0                  |             | -           | -           | 5      | 1      |
| gen.-giu. 2010           | Bolton                   | PL                       | 13         | 0          | FACup+CdL       | -               | -               | -                  | -                  | -                  | -           | -           | -           | 13     | 0      |
| 2010-2011                | Rangers                  | SPL                      | 23         | 5          | SC+CdL          | 2+4             | 0               | UCL+UEL            | 3+3                | 0                  | -           | -           | -           | 35     | 5      |
| 2011-2012                | Espanyol                 | PD                       | 28         | 3          | CR              | 5               | 2               | -                  | -                  | -                  | -           | -           | -           | 33     | 5      |
| 2012-2013                | Pescara                  | A                        | 22         | 4          | CI              | 1               | 1               | -                  | -                  | -                  | -           | -           | -           | 23     | 5      |
| 2013-gen. 2014           | Olympiacos               | SL                       | 17         | 4          | CG              | 3               | 1               | UCL                | 5                  | 1                  | -           | -           | -           | 25     | 6      |
| gen.-giu. 2014           | Lekhwiya                 | QSL                      | 7          | 4          | -               | -               | -               | ACL                | 7                  | 1                  | -           | -           | -           | 14     | 5      |
| 2014-2015                | Lekhwiya                 | QSL                      | 22         | 8          | -               | -               | -               | ACL                | 9                  | 2                  | -           | -           | -           | 31     | 10     |
| 2015-gen. 2016           | Lekhwiya                 | QSL                      | 14         | 8          | -               | -               | -               | -                  | -                  | -                  | -           | -           | -           | 14     | 8      |
| Totale Lekhwiya          | Totale Lekhwiya          | Totale Lekhwiya          | 43         | 20         |                 | -               | -               |                    | 16                 | 3                  |             | -           | -           | 59     | 23     |
| gen.-giu. 2016           | Al-Gharafa               | QSL                      | 10         | 2          | -               | -               | -               | -                  | -                  | -                  | -           | -           | -           | 10     | 2      |
| 2016-2017                | Al-Gharafa               | QSL                      | 21         | 10         | -               | -               | -               | -                  | -                  | -                  | -           | -           | -           | 21     | 10     |
| 2017-2018                | Al-Gharafa               | QSL                      | 7          | 5          | -               | -               | -               | ACL                | 0                  | 0                  | CSQ         | 0           | 0           | 7      | 5      |
| 2018-2019                | Al-Gharafa               | QSL                      | 19         | 8          | -               | -               | -               | ACL                | 1                  | 0                  | CSQ         | 5           | 2           | 25     | 10     |
| 2019-gen. 2020           | Al-Gharafa               | QSL                      | 2          | 0          | -               | -               | -               | -                  | -                  | -                  | CSQ         | 3           | 0           | 5      | 0      |
| Totale Al-Gharafa        | Totale Al-Gharafa        | Totale Al-Gharafa        | 59         | 25         |                 | -               | -               |                    | 1                  | 0                  |             | 8           | 2           | 68     | 27     |
| feb.-lug. 2020           | Slovan Bratislava        | SL                       | 0+3        | 0          | CS              | 3               | 1               | -                  | -                  | -                  |             | -           | -           | 6      | 1      |
| 2020-2021                | Slovan Bratislava        | SL                       | 12+5       | 2+1        | CS              | 4               | 2               | -                  | -                  | -                  | -           | -           | -           | 21     | 5      |
| 2021-2022                | Slovan Bratislava        | SL                       | 14+6       | 4+3        | CS              | 3               | 0               | UCL+UEL+UECL       | 4+4+3              | 1+0+0              | -           | -           | -           | 34     | 8      |
| 2022-2023                | Slovan Bratislava        | SL                       | 13+7       | 9          | CS              | 6               | 1               | UCL+UEL+UECL       | 4+0+7              | 1+0+1              | -           | -           | -           | 37     | 12     |
| 2023-2024                | Slovan Bratislava        | SL                       | 8+6        | 2          | CS              | 1               | 0               | UCL+UEL+UECL       | 3+1+4              | 3+0+1              | -           | -           | -           | 23     | 6      |
| 2024-2025                | Slovan Bratislava        | SL                       | 6          | 0          | CS              | 2               | 0               | UCL                | 10                 | 2                  | -           | -           | -           | 18     | 2      |
| Totale Slovan Bratislava | Totale Slovan Bratislava | Totale Slovan Bratislava | 80         | 21         |                 | 19              | 4               |                    | 40                 | 9                  |             | -           | -           | 139    | 34     |
| Totale carriera          | Totale carriera          | Totale carriera          | 286        | 82         |                 | 38              | 9               |                    | 68                 | 13                 |             | 8           | 2           | 400    | 106    |

### Cronologia presenze e reti in nazionale
| Cronologia completa delle presenze e delle reti in nazionale ― Slovacchia | Cronologia completa delle presenze e delle reti in nazionale ― Slovacchia | Cronologia completa delle presenze e delle reti in nazionale ― Slovacchia | Cronologia completa delle presenze e delle reti in nazionale ― Slovacchia | Cronologia completa delle presenze e delle reti in nazionale ― Slovacchia | Cronologia completa delle presenze e delle reti in nazionale ― Slovacchia | Cronologia completa delle presenze e delle reti in nazionale ― Slovacchia | Cronologia completa delle presenze e delle reti in nazionale ― Slovacchia |
| Data                                                                      | Città                                                                     | In casa                                                                   | Risultato                                                                 | Ospiti                                                                    | Competizione                                                              | Reti                                                                      | Note                                                                      |
| ------------------------------------------------------------------------- | ------------------------------------------------------------------------- | ------------------------------------------------------------------------- | ------------------------------------------------------------------------- | ------------------------------------------------------------------------- | ------------------------------------------------------------------------- | ------------------------------------------------------------------------- | ------------------------------------------------------------------------- |
| 12-8-2009                                                                 | Reykjavík                                                                 | Islanda                                                                   | 1 – 1                                                                     | Slovacchia                                                                | Amichevole                                                                | -                                                                         | 63’                                                                       |
| 5-9-2009                                                                  | Bratislava                                                                | Slovacchia                                                                | 2 – 2                                                                     | Rep. Ceca                                                                 | Qual. Mondiali 2010                                                       | -                                                                         | 74’                                                                       |
| 9-9-2009                                                                  | Belfast                                                                   | Irlanda del Nord                                                          | 0 – 2                                                                     | Slovacchia                                                                | Qual. Mondiali 2010                                                       | -                                                                         | 90’                                                                       |
| 10-10-2009                                                                | Bratislava                                                                | Slovacchia                                                                | 0 – 2                                                                     | Slovenia                                                                  | Qual. Mondiali 2010                                                       | -                                                                         | 75’                                                                       |
| 14-10-2009                                                                | Chorzów                                                                   | Polonia                                                                   | 0 – 1                                                                     | Slovacchia                                                                | Qual. Mondiali 2010                                                       | -                                                                         | 59’ 68’                                                                   |
| 14-11-2009                                                                | Bratislava                                                                | Slovacchia                                                                | 1 – 0                                                                     | Stati Uniti                                                               | Amichevole                                                                | -                                                                         | 82’                                                                       |
| 3-3-2010                                                                  | Žilina                                                                    | Slovacchia                                                                | 0 – 1                                                                     | Norvegia                                                                  | Amichevole                                                                | -                                                                         | 77’                                                                       |
| 29-5-2010                                                                 | Klagenfurt                                                                | Slovacchia                                                                | 1 – 1                                                                     | Camerun                                                                   | Amichevole                                                                | -                                                                         | 46’                                                                       |
| 5-6-2010                                                                  | Bratislava                                                                | Slovacchia                                                                | 3 – 0                                                                     | Costa Rica                                                                | Amichevole                                                                | -                                                                         |                                                                           |
| 15-6-2010                                                                 | Rustenburg                                                                | Nuova Zelanda                                                             | 1 – 1                                                                     | Slovacchia                                                                | Mondiali 2010 - 1º turno                                                  | -                                                                         | 90+1’                                                                     |
| 20-6-2010                                                                 | Bloemfontein                                                              | Slovacchia                                                                | 0 – 2                                                                     | Paraguay                                                                  | Mondiali 2010 - 1º turno                                                  | -                                                                         | 84’                                                                       |
| 28-6-2010                                                                 | Durban                                                                    | Paesi Bassi                                                               | 2 – 1                                                                     | Slovacchia                                                                | Mondiali 2010 - Ottavi di finale                                          | -                                                                         |                                                                           |
| 11-8-2010                                                                 | Bratislava                                                                | Slovacchia                                                                | 1 – 1                                                                     | Croazia                                                                   | Amichevole                                                                | -                                                                         | 68’                                                                       |
| 3-9-2010                                                                  | Bratislava                                                                | Slovacchia                                                                | 1 – 0                                                                     | Macedonia                                                                 | Qual. Euro 2012                                                           | -                                                                         | 61’                                                                       |
| 8-10-2010                                                                 | Erevan                                                                    | Armenia                                                                   | 3 – 1                                                                     | Slovacchia                                                                | Qual. Euro 2012                                                           | 1                                                                         |                                                                           |
| 12-10-2010                                                                | Žilina                                                                    | Slovacchia                                                                | 1 – 1                                                                     | Irlanda                                                                   | Qual. Euro 2012                                                           | -                                                                         | 68’                                                                       |
| 17-11-2010                                                                | Bratislava                                                                | Slovacchia                                                                | 2 – 3                                                                     | Bosnia ed Erzegovina                                                      | Amichevole                                                                | -                                                                         | 61’                                                                       |
| 9-2-2011                                                                  | Lussemburgo                                                               | Lussemburgo                                                               | 2 – 1                                                                     | Slovacchia                                                                | Amichevole                                                                | -                                                                         | 39’ 64’                                                                   |
| 10-8-2011                                                                 | Klagenfurt                                                                | Austria                                                                   | 1 – 2                                                                     | Slovacchia                                                                | Amichevole                                                                | -                                                                         | 69’ 74’                                                                   |
| 2-9-2011                                                                  | Dublino                                                                   | Irlanda                                                                   | 0 – 0                                                                     | Slovacchia                                                                | Qual. Euro 2012                                                           | -                                                                         | 86’                                                                       |
| 6-9-2011                                                                  | Žilina                                                                    | Slovacchia                                                                | 0 – 4                                                                     | Armenia                                                                   | Qual. Euro 2012                                                           | -                                                                         | 71’                                                                       |
| 7-10-2011                                                                 | Žilina                                                                    | Slovacchia                                                                | 0 – 1                                                                     | Russia                                                                    | Qual. Euro 2012                                                           | -                                                                         | 73’                                                                       |
| 11-10-2011                                                                | Skopje                                                                    | Macedonia                                                                 | 1 – 1                                                                     | Slovacchia                                                                | Qual. Euro 2012                                                           | -                                                                         |                                                                           |
| 29-2-2012                                                                 | Bursa                                                                     | Turchia                                                                   | 1 – 2                                                                     | Slovacchia                                                                | Amichevole                                                                | 1                                                                         | 68’                                                                       |
| 15-8-2012                                                                 | Odense                                                                    | Danimarca                                                                 | 1 – 3                                                                     | Slovacchia                                                                | Amichevole                                                                | -                                                                         | 46’                                                                       |
| 11-9-2012                                                                 | Bratislava                                                                | Slovacchia                                                                | 2 – 0                                                                     | Liechtenstein                                                             | Qual. Mondiali 2014                                                       | -                                                                         | 60’ 63’                                                                   |
| 12-10-2012                                                                | Bratislava                                                                | Slovacchia                                                                | 2 – 1                                                                     | Lettonia                                                                  | Qual. Mondiali 2014                                                       | -                                                                         | 44’                                                                       |
| 16-10-2012                                                                | Bratislava                                                                | Slovacchia                                                                | 0 – 1                                                                     | Grecia                                                                    | Qual. Mondiali 2014                                                       | -                                                                         | 69’                                                                       |
| 14-8-2013                                                                 | Bucarest                                                                  | Romania                                                                   | 1 – 1                                                                     | Slovacchia                                                                | Amichevole                                                                | -                                                                         | 69’                                                                       |
| 6-9-2013                                                                  | Zenica                                                                    | Bosnia ed Erzegovina                                                      | 0 – 1                                                                     | Slovacchia                                                                | Qual. Mondiali 2014                                                       | -                                                                         |                                                                           |
| 10-9-2013                                                                 | Žilina                                                                    | Slovacchia                                                                | 1 – 2                                                                     | Bosnia ed Erzegovina                                                      | Qual. Mondiali 2014                                                       | -                                                                         | 82’                                                                       |
| 11-10-2013                                                                | Il Pireo                                                                  | Grecia                                                                    | 1 – 0                                                                     | Slovacchia                                                                | Qual. Mondiali 2014                                                       | -                                                                         | 20’                                                                       |
| 5-3-2014                                                                  | Netanya                                                                   | Israele                                                                   | 1 – 3                                                                     | Slovacchia                                                                | Amichevole                                                                | -                                                                         | 46’                                                                       |
| 23-5-2014                                                                 | Senec                                                                     | Slovacchia                                                                | 2 – 0                                                                     | Montenegro                                                                | Amichevole                                                                | 1                                                                         | 69’                                                                       |
| 26-5-2014                                                                 | San Pietroburgo                                                           | Russia                                                                    | 1 – 0                                                                     | Slovacchia                                                                | Amichevole                                                                | -                                                                         | 73’                                                                       |
| 4-9-2014                                                                  | Žilina                                                                    | Slovacchia                                                                | 1 – 0                                                                     | Malta                                                                     | Amichevole                                                                | -                                                                         | 62’                                                                       |
| 8-9-2014                                                                  | Kiev                                                                      | Ucraina                                                                   | 0 – 1                                                                     | Slovacchia                                                                | Qual. Euro 2016                                                           | -                                                                         | 67’                                                                       |
| 9-10-2014                                                                 | Žilina                                                                    | Slovacchia                                                                | 2 – 1                                                                     | Spagna                                                                    | Qual. Euro 2016                                                           | -                                                                         | 54’                                                                       |
| 12-10-2014                                                                | Barysaŭ                                                                   | Bielorussia                                                               | 1 – 3                                                                     | Slovacchia                                                                | Qual. Euro 2016                                                           | -                                                                         | 80’                                                                       |
| 15-11-2014                                                                | Skopje                                                                    | Macedonia                                                                 | 0 – 2                                                                     | Slovacchia                                                                | Qual. Euro 2016                                                           | -                                                                         | 78’                                                                       |
| 18-11-2014                                                                | Žilina                                                                    | Slovacchia                                                                | 2 – 1                                                                     | Finlandia                                                                 | Amichevole                                                                | -                                                                         |                                                                           |
| 27-3-2015                                                                 | Žilina                                                                    | Slovacchia                                                                | 3 – 0                                                                     | Lussemburgo                                                               | Qual. Euro 2016                                                           | 1                                                                         | 71’                                                                       |
| 31-3-2015                                                                 | Žilina                                                                    | Slovacchia                                                                | 1 – 0                                                                     | Rep. Ceca                                                                 | Amichevole                                                                | -                                                                         | 60’                                                                       |
| 14-6-2015                                                                 | Žilina                                                                    | Slovacchia                                                                | 2 – 1                                                                     | Macedonia                                                                 | Qual. Euro 2016                                                           | -                                                                         | 86’                                                                       |
| 9-10-2015                                                                 | Žilina                                                                    | Slovacchia                                                                | 0 – 1                                                                     | Bielorussia                                                               | Qual. Euro 2016                                                           | -                                                                         | 35’ 71’                                                                   |
| 12-10-2015                                                                | Lussemburgo                                                               | Lussemburgo                                                               | 2 – 4                                                                     | Slovacchia                                                                | Qual. Euro 2016                                                           | -                                                                         | 72’                                                                       |
| 13-11-2015                                                                | Trnava                                                                    | Slovacchia                                                                | 3 – 2                                                                     | Svizzera                                                                  | Amichevole                                                                | -                                                                         | 73’                                                                       |
| 17-11-2015                                                                | Žilina                                                                    | Slovacchia                                                                | 3 – 1                                                                     | Islanda                                                                   | Amichevole                                                                | -                                                                         |                                                                           |
| 25-3-2016                                                                 | Trnava                                                                    | Slovacchia                                                                | 0 – 0                                                                     | Lettonia                                                                  | Amichevole                                                                | -                                                                         |                                                                           |
| 29-3-2016                                                                 | Dublino                                                                   | Irlanda                                                                   | 2 – 2                                                                     | Slovacchia                                                                | Amichevole                                                                | -                                                                         | 66’                                                                       |
| 29-5-2016                                                                 | Augusta                                                                   | Germania                                                                  | 1 – 3                                                                     | Slovacchia                                                                | Amichevole                                                                | -                                                                         |                                                                           |
| 4-6-2016                                                                  | Trnava                                                                    | Slovacchia                                                                | 0 – 0                                                                     | Irlanda del Nord                                                          | Amichevole                                                                | -                                                                         |                                                                           |
| 11-6-2016                                                                 | Bordeaux                                                                  | Galles                                                                    | 2 – 1                                                                     | Slovacchia                                                                | Euro 2016 - 1º turno                                                      | -                                                                         | 80’ 83’                                                                   |
| 15-6-2016                                                                 | Lilla                                                                     | Russia                                                                    | 1 – 2                                                                     | Slovacchia                                                                | Euro 2016 - 1º turno                                                      | 1                                                                         | 72’                                                                       |
| 20-6-2016                                                                 | Saint-Étienne                                                             | Slovacchia                                                                | 0 – 0                                                                     | Inghilterra                                                               | Euro 2016 - 1º turno                                                      | -                                                                         | 78’                                                                       |
| 26-6-2016                                                                 | Lilla                                                                     | Germania                                                                  | 3 – 0                                                                     | Slovacchia                                                                | Euro 2016 - Ottavi di finale                                              | -                                                                         | 46’                                                                       |
| 11-11-2016                                                                | Trnava                                                                    | Slovacchia                                                                | 4 – 0                                                                     | Lituania                                                                  | Qual. Mondiali 2018                                                       | -                                                                         | 90’                                                                       |
| 15-11-2016                                                                | Vienna                                                                    | Austria                                                                   | 0 – 0                                                                     | Slovacchia                                                                | Amichevole                                                                | -                                                                         | 85’                                                                       |
| 26-3-2017                                                                 | Ta' Qali                                                                  | Malta                                                                     | 1 – 3                                                                     | Slovacchia                                                                | Qual. Mondiali 2018                                                       | 1                                                                         | 86’                                                                       |
| 10-6-2017                                                                 | Vilnius                                                                   | Lituania                                                                  | 1 – 2                                                                     | Slovacchia                                                                | Qual. Mondiali 2018                                                       | 1                                                                         |                                                                           |
| 1-9-2017                                                                  | Trnava                                                                    | Slovacchia                                                                | 1 – 0                                                                     | Slovenia                                                                  | Qual. Mondiali 2018                                                       | -                                                                         | 55’                                                                       |
| 4-9-2017                                                                  | Londra                                                                    | Inghilterra                                                               | 2 – 1                                                                     | Slovacchia                                                                | Qual. Mondiali 2018                                                       | -                                                                         | 68’                                                                       |
| 5-10-2017                                                                 | Glasgow                                                                   | Scozia                                                                    | 1 – 0                                                                     | Slovacchia                                                                | Qual. Mondiali 2018                                                       | -                                                                         | 79’                                                                       |
| 8-10-2017                                                                 | Trnava                                                                    | Slovacchia                                                                | 3 – 0                                                                     | Malta                                                                     | Qual. Mondiali 2018                                                       | -                                                                         |                                                                           |
| 5-9-2018                                                                  | Trnava                                                                    | Slovacchia                                                                | 3 – 0                                                                     | Danimarca                                                                 | Amichevole                                                                | -                                                                         | 67’                                                                       |
| 9-9-2018                                                                  | Leopoli                                                                   | Ucraina                                                                   | 1 – 0                                                                     | Slovacchia                                                                | UEFA Nations League 2018-2019 - 1º turno                                  | -                                                                         | 70’                                                                       |
| 13-10-2018                                                                | Trnava                                                                    | Slovacchia                                                                | 1 – 2                                                                     | Rep. Ceca                                                                 | UEFA Nations League 2018-2019 - 1º turno                                  | -                                                                         | 54’                                                                       |
| 1-6-2021                                                                  | Ried im Innkreis                                                          | Bulgaria                                                                  | 1 – 1                                                                     | Slovacchia                                                                | Amichevole                                                                | -                                                                         | 56’                                                                       |
| 6-6-2021                                                                  | Vienna                                                                    | Austria                                                                   | 0 – 0                                                                     | Slovacchia                                                                | Amichevole                                                                | -                                                                         | 63’                                                                       |
| 18-6-2021                                                                 | San Pietroburgo                                                           | Svezia                                                                    | 1 – 0                                                                     | Slovacchia                                                                | Euro 2020 - 1º turno                                                      | -                                                                         | 77’ 87’                                                                   |
| 23-6-2021                                                                 | Siviglia                                                                  | Slovacchia                                                                | 0 – 5                                                                     | Spagna                                                                    | Euro 2020 - 1º turno                                                      | -                                                                         | 69’                                                                       |
| 1-9-2021                                                                  | Lubiana                                                                   | Slovenia                                                                  | 1 – 1                                                                     | Slovacchia                                                                | Qual. Mondiali 2022                                                       | -                                                                         | 64’                                                                       |
| 4-9-2021                                                                  | Bratislava                                                                | Slovacchia                                                                | 0 – 1                                                                     | Croazia                                                                   | Qual. Mondiali 2022                                                       | -                                                                         | 79’                                                                       |
| 7-9-2021                                                                  | Bratislava                                                                | Slovacchia                                                                | 2 – 0                                                                     | Cipro                                                                     | Qual. Mondiali 2022                                                       | -                                                                         | 59’                                                                       |
| 3-6-2022                                                                  | Novi Sad                                                                  | Bielorussia                                                               | 0 – 1                                                                     | Slovacchia                                                                | UEFA Nations League 2022-2023 - 1º turno                                  | -                                                                         |                                                                           |
| 6-6-2022                                                                  | Trnava                                                                    | Slovacchia                                                                | 0 – 1                                                                     | Kazakistan                                                                | UEFA Nations League 2022-2023 - 1º turno                                  | -                                                                         | 32’ 46’                                                                   |
| 10-6-2022                                                                 | Baku                                                                      | Azerbaigian                                                               | 0 – 1                                                                     | Slovacchia                                                                | UEFA Nations League 2022-2023 - 1º turno                                  | 1                                                                         | 65’ 90+6’                                                                 |
| Totale                                                                    |                                                                           | Presenze (9º posto)                                                       | 77                                                                        |                                                                           | Reti                                                                      | 8                                                                         |                                                                           |

## Palmarès

### Club

#### Competizioni giovanili
- FA Youth Cup: 1

Manchester City: 2007-2008

#### Competizioni nazionali
- Campionato scozzese: 1

Rangers: 2010-2011
- Coppa di Lega scozzese: 1

Rangers: 2010-2011
- Qatar Stars League: 2

Lekhwiya: 2013-2014, 2014-2015
- Qatar Stars Cup: 2

Al-Gharafa: 2017-2018, 2018-2019
- Campionato slovacco: 6

Slovan Bratislava: 2019-2020, 2020-2021, 2021-2022, 2022-2023, 2023-2024, 2024-2025
- Coppa di Slovacchia: 2

Slovan Bratislava: 2019-2020, 2020-2021